# Hermbstaedtia schinzii
Hermbstaedtia schinzii är en amarantväxtart som beskrevs av Charles Baron Clarke. Hermbstaedtia schinzii ingår i släktet Hermbstaedtia och familjen amarantväxter. Inga underarter finns listade i Catalogue of Life.